# Jonathan Kiplimo Sawe
Jonathan Kiplimo Sawe (Kenia, 26 de noviembre de 1995) es un atleta keniano especializado en la prueba de 1500 m, en la que consiguió ser medallista de bronce mundial juvenil en 2011.

## Carrera deportiva
En el Campeonato Mundial Juvenil de Atletismo de 2011 ganó la medalla de bronce en los 1500 metros, corriéndolos en un tiempo de 3:39.54 segundos, tras el etíope Teshome Dirirsa y su paisano keniano Vincent Kiprotich Mutai.